# Почётный гражданин США
«Почётный гражданин Соединённых Штатов» (англ. Honorary citizen of the United States) — звание, учреждённое в 1963 году и присваиваемое Сенатом и Палатой представителей США иностранным гражданам за их «исключительные заслуги» перед США.

## Основания и права
Почётное гражданство предоставляется за «исключительные заслуги» и является самой высокой наградой Соединённых Штатов для иностранных граждан, однако его присвоение — лишь символический акт, не требующий принесения присяги лауреатом и не дающий ему никаких прав, привилегий или льгот, которыми обладает обычный американский гражданин.

## История
Уинстон Черчилль стал почётным гражданином Соединённых Штатов согласно президентской прокламации президента США Джона Кеннеди от 9 апреля 1963 года. В тот же день Кеннеди представил на церемонии в Цветочном саду Белого дома уникальный и единственный в своём роде паспорт почётного гражданина США, изготовленный специально для Черчилля и переданный президенту исполняющим обязанности государственного секретаря США Джорджем Боллом. Так как сам Черчилль по причине болезни отсутствовал на церемонии и следил за ней по спутниковому телевидению вместе с женой в своём доме в Лондоне, паспорт из рук президента США лично получил его сын, Рэндольф. На тот момент Черчилль уже был почётным гражданином восьми американских штатов: Гавайев, Мэриленда, Небраски, Нью-Гэмпшира, Северной Каролины, Теннесси, Техаса и Западной Виргинии.

- Подписание прокламации президентом Кеннеди
- Прокламация о почётном гражданстве Черчилля
- Церемония присвоения почётного гражданства Черчиллю

В настоящее время почётными гражданами США являются восемь человек, шесть из которых были удостоены этого звания посмертно. Единственными почётными гражданами США, удостоенными этого звания при жизни, стали Уинстон Черчилль и мать Тереза. При этом фактически первым иностранным гражданином — обладателем почётного гражданства США был Жильбер Лафайет, при рождении являвшийся подданным французского короля, а впоследствии — гражданином штатов Мэриленд и Виргиния; ввиду присоединения последних к Союзу в 1788 году он автоматически стал гражданином новообразованных Соединённых Штатов Америки. Вместе с тем в 1935 году Государственный департамент США на основании документов Континентального конгресса заключил, что Лафайет был лишь «патриотическим гражданином Соединённых Штатов» и его гражданство не было повышено до федерального уровня.

## Список почётных граждан США (с 1963 года)
| Изображение | Лауреат                          | Страна         | Дата            | П.     |
| ----------- | -------------------------------- | -------------- | --------------- | ------ |
|             | Уинстон Черчилль (1874—1965)     | Великобритания | 9 апреля 1963   | [ 10 ] |
|             | Рауль Валленберг† (1912—1952)    | Швеция         | 5 октября 1981  | [ 11 ] |
|             | Уильям Пенн† (1644—1718)         | Великобритания | 19 октября 1984 | [ 12 ] |
|             | Ханна Пенн† (1671—1726)          | Великобритания | 19 октября 1984 | [ 12 ] |
|             | Мать Тереза (1910—1997)          | Индия          | 1 октября 1996  | [ 13 ] |
|             | Жильбер Лафайет† (1757—1834)     | Франция        | 6 августа 2002  | [ 14 ] |
|             | Казимир Пулавский† (1745—1779)   | Польша         | 6 ноября 2009   | [ 15 ] |
|             | Бернардо де Гальвес† (1746—1786) | Испания        | 16 декабря 2014 | [ 16 ] |